# Elinor Donahue
Elinor Donahue (eigentlich Mary Eleanor Donahue; * 19. April 1937 in Tacoma, Washington) ist eine US-amerikanische Schauspielerin.

## Leben
Bereits als kleines Kind trat Donahue als Sängerin im Radio auf. Im Alter von fünf Jahren wurde sie von den Universal Studios verpflichtet und war ab 1943 in meist kleineren Kino-Nebenrollen zu sehen. In ihren frühen Jugendjahren trat sie auch als Tänzerin in Las Vegas auf. Einem breiten Publikum wurde Donahue ab 1954 durch ihre Hauptrolle als älteste Tochter Betty Anderson in der Familienserie Vater ist der Beste mit Robert Young und Jane Wyatt bekannt, die eine der erfolgreichsten US-Fernsehserien der 1950er-Jahre war. Sie verkörperte diese Figur in insgesamt 192 Folgen bis zum Ende der Serie im Jahr 1960.
In der ersten Staffel der The Andy Griffith Show hatte Donahue eine feste Rolle als Pharmazeutin Ellie Walker, die sie aufgrund von Überanstrengung und gesundheitlichen Problemen aufgab. Eine größere Hollywood-Karriere blieb danach aus, aber sie war in den folgenden Jahrzehnten dennoch in einigen bekannten Filmen und Serien zu sehen. Bekannt wurde Donahue auch durch ihre wiederkehrende Rolle als Miriam, die Freundin von Tony Randalls Figur, in der 1970er-Jahre-Sitcom Männerwirtschaft. Zudem war sie in Filmen wie Pretty Woman sowie als Gastdarstellerin in Serien wie Raumschiff Enterprise, Mork vom Ork und Friends zu sehen. 1998 veröffentlichte Donahue das Buch In the Kitchen with Elinor Donahue.
Donahue war von 1955 bis zur Scheidung 1961 mit Richard Smith sowie von 1962 bis zu dessen Tod 1991 mit dem Fernsehproduzenten Harry Stephen Ackerman verheiratet. Seit 1992 ist sie in dritter Ehe mit Lou Genevrino verheiratet. Sie hat vier Söhne.

## Filmografie (Auswahl)

### Filme
- 1943: Mister Big
- 1944: Der Morgen gehört uns (And Now Tomorrow)
- 1947: Tanz ohne Ende (The Unfinished Dance)
- 1948: Drei kleine Biester (Three Daring Daughters)
- 1950: Wilde Jahre in Lawrenceville (The Happy Years)
- 1950: Rauchende Pistolen (Singing Guns)
- 1950: Bezaubernde Frau (Tea for Two)
- 1959: Solange es Menschen gibt (Imitation of Life)
- 1959: Blonde Locken – scharfe Krallen (Girls Town)
- 1983: Auf die Bäume, ihr Affen (Going Berserk)
- 1983: High School U.S.A. (Fernsehfilm)
- 1990: Pretty Woman
- 1991: Freddy’s Finale – Nightmare on Elm Street 6 (Freddy's Dead: The Final Nightmare)
- 2004: Plötzlich Prinzessin 2 (The Princess Diaries 2: Royal Engagement)

### Fernsehserien
- 1954–1960: Vater ist der Beste (Father Knows Best, 192 Folgen)
- 1960–1961: The Andy Griffith Show (12 Folgen)
- 1963: 77 Sunset Strip (eine Folge)
- 1967: Raumschiff Enterprise (Star Trek, eine Folge)
- 1972–1975: Männerwirtschaft (The Odd Couple, 17 Folgen)
- 1976: Die knallharten Fünf (S.W.A.T., eine Folge)
- 1979–1987: Love Boat (The Love Boat, vier Folgen)
- 1981: Mork vom Ork (Mork & Mindy, eine Folge)
- 1986: Trio mit vier Fäusten (Riptide, eine Folge)
- 1989: Golden Girls (The Golden Girls, eine Folge)
- 1990: Mord ist ihr Hobby (Murder, She Wrote, eine Folge)
- 1993–1997: Dr. Quinn – Ärztin aus Leidenschaft (Dr. Quinn, Medicine Woman, acht Folgen)
- 1994: Friends (eine Folge)
- 2005: Cold Case – Kein Opfer ist je vergessen (Cold Case, eine Folge)
- 2010–2011: Schatten der Leidenschaft (The Young and the Restless, vier Folgen)